# Réserve naturelle régionale de la tourbière de Vred
La réserve naturelle régionale de la tourbière de Vred (RNR21) est une réserve naturelle régionale située dans le département du Nord, en région Hauts-de-France. Classée en 2008, elle occupe une surface de 41 hectares et protège l'une des 3 dernières tourbières alcalines actives de la région.

## Localisation

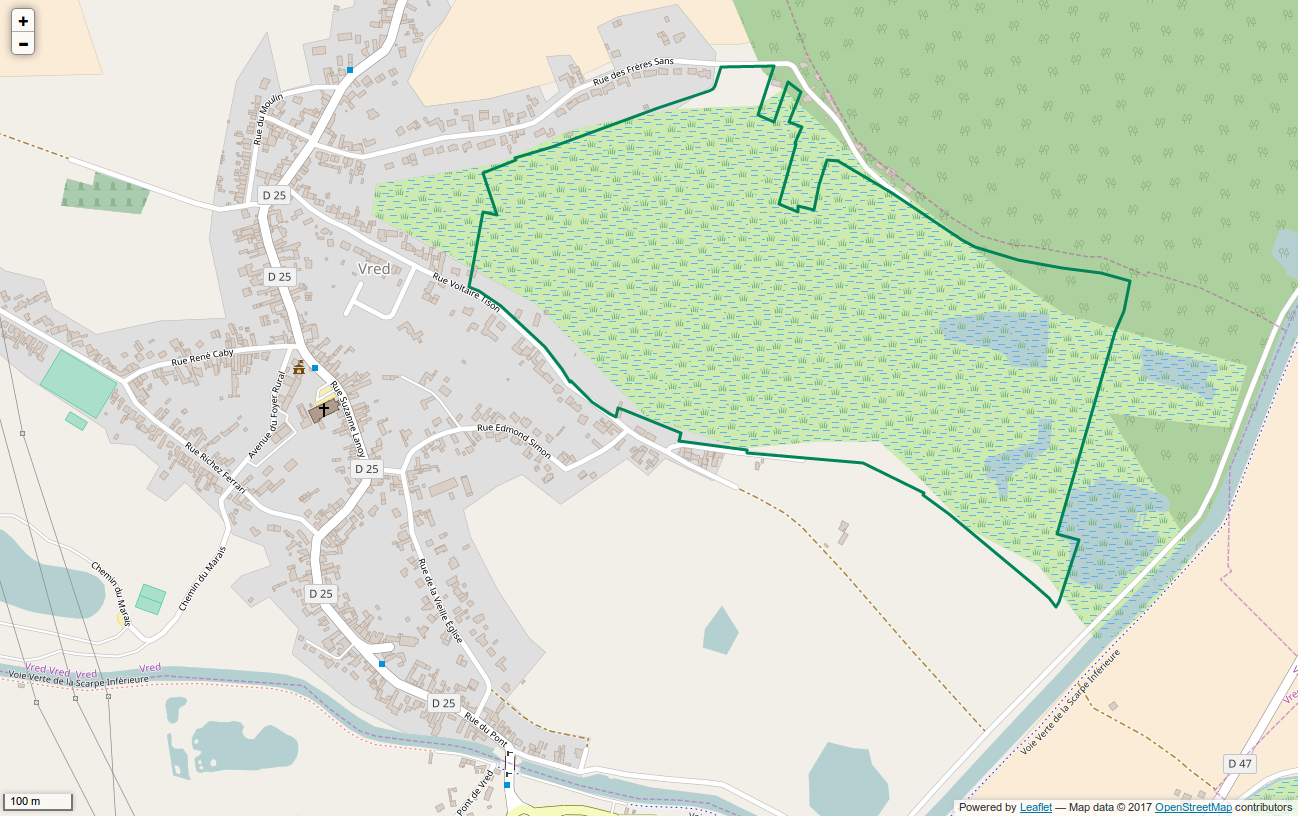
Périmètre de la réserve naturelle.

Le territoire de la réserve naturelle est dans le département du Nord, sur la commune de Vred au sein du Parc naturel régional Scarpe-Escaut. Il se trouve à quelques kilomètres de la RNR du Pré des Nonnettes et de la RNN de la tourbière alcaline de Marchiennes dans la vallée de la Scarpe. Malgré l'absence de relief, on trouve sur le site de nombreux drains et watergangs.

## Histoire du site et de la réserve
La tourbière a été autrefois exploitée pour la tourbe puis pour le maraîchage. Selon le maire de Vred, Dany Hallant, le site a servi de décharge. La tourbière de Vred est agrée réserve naturelle volontaire en 1988. Le classement en RNR est intervenu en 2008.

## Écologie (biodiversité, intérêt écopaysager…)

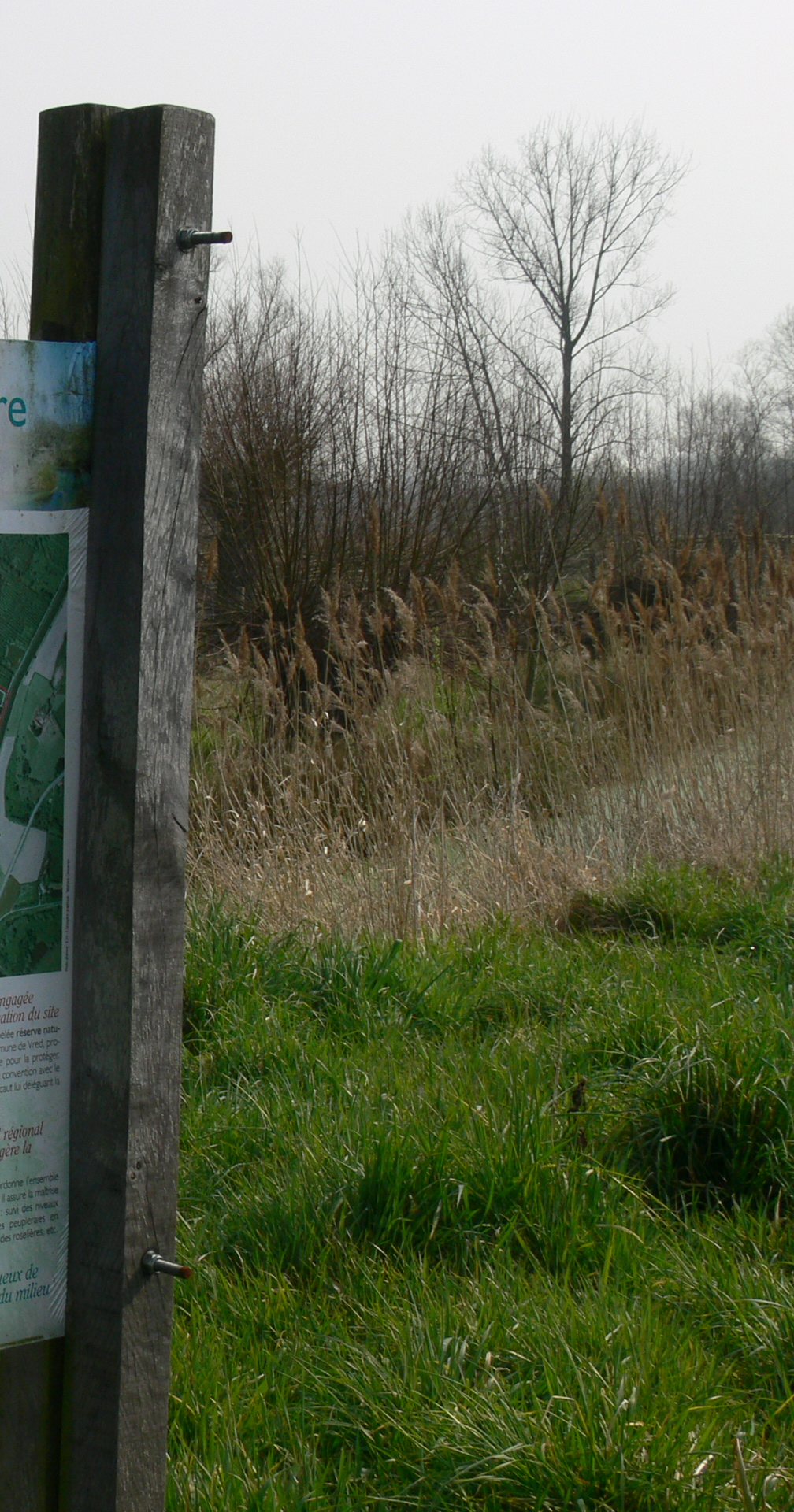
Panneau d'accueil et de présentation de la réserve

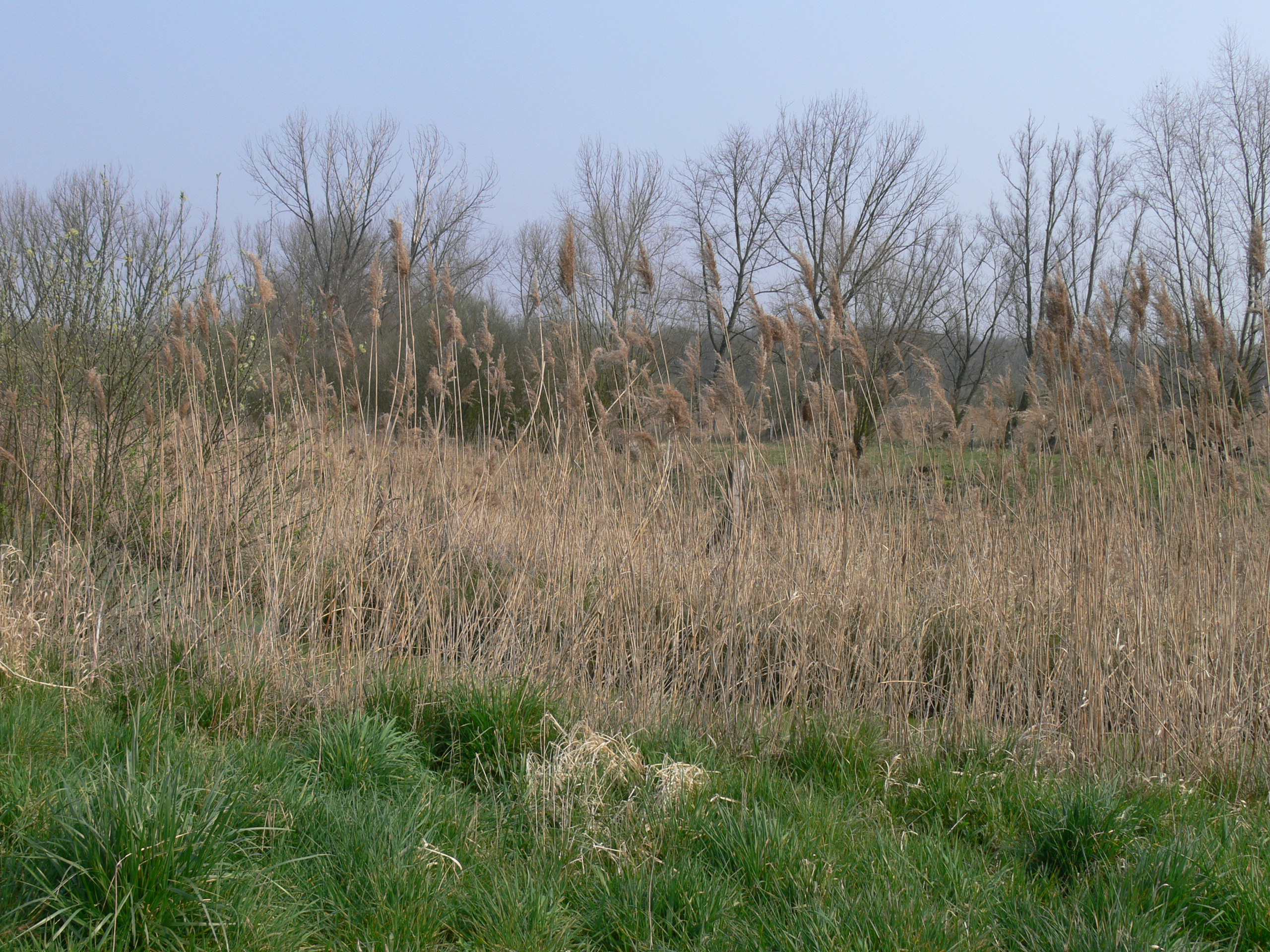
Vue d'un ancien fossé de drainage bordé de roseaux, dans la réserve

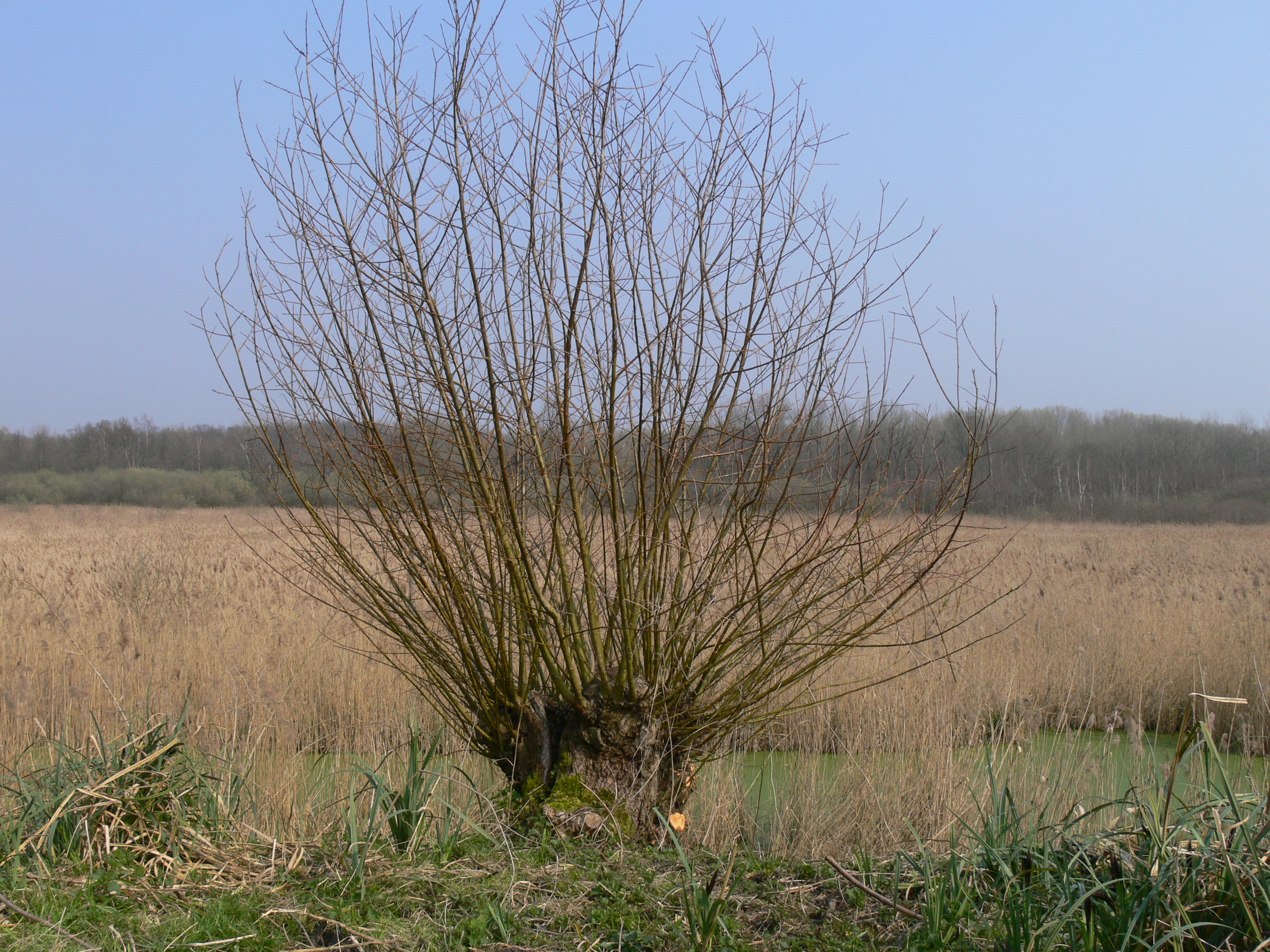
Saule têtard, typique des zones humides de cette région

Il s'agit d'une tourbière alcaline (à roselière) pour partie remarquablement bien conservée. Elle s'inscrit dans le système alluvial de la basse Scarpe et repose sur des alluvions tourbeuses dans lesquelles l'eau circule très difficilement en raison de l'absence quasi totale de pente et forme une cuvette.
Un grand étang occupe aujourd’hui le centre du site. Des peupleraies et des frênaies sont également à signaler, surtout au nord et à l’est de la Grande Tourbière. Avec le marais de Marchiennes, le site abrite sans doute une des dernières tourbières encore actives du Nord, avec en particulier une tourbière boisée flottante à sphaignes plus ou moins unique au niveau régional. Sur une cinquantaine d’hectares, de précieux biotopes marécageux ont ainsi pu se différencier, hébergeant une flore et des communautés végétales parmi les plus rares et les plus originales du Nord-Pas-de-Calais.

### Flore
La flore compte près de 300 espèces végétales dont 18 protégées. On peut citer l'Achillée sternutatoire, le Calamagrostis lancéolé, la Laîche à épis distants, la Laîche à fruit velu, le Cératophylle submergé, le Marisque, le Souchet brun, l'Épilobe des marais, l'Hottonie des marais, le Hydrocharis morène, le Jonc à tépales obtus, la Gesse des marais, l'Œnanthe aquatique, la Grande douve, le Rorippe faux-cresson, le Samole de Valerand, le Jonc des chaisiers, le Séneçon des marais, la Stellaire des marais, le Pigamon jaune, la Fougère des marais, le Peucédan des marais, la Véronique à écus…

### Faune
La faune du site est liée aux zones humides. L'intérêt principal se porte sur les batraciens avec la présence de 6 espèces dont la Grenouille des champs, la Grenouille de Lessona et le Triton alpestre.
On compte également 98 espèces d'oiseaux (Blongios nain, Busard des roseaux, Locustelle luscinioïde, Phragmite des joncs), 11 espèces de libellules dont 2 sont d’intérêt patrimonial (Agrion mignon, …)

## Intérêt touristique et pédagogique
Un circuit pédestre de 4 km permet de découvrir le site. Le livret est proposé sur ce site.

## Administration, plan de gestion, règlement
La réserve naturelle est gérée par le Parc naturel régional Scarpe-Escaut.

### Outils et statut juridique
La réserve naturelle a été créée par une délibération du Conseil régional du 26 mai 2008. Le site fait également partie de la ZNIEFF de type I no 310013706 « Tourbière de Vred ».